# Habronyx foveolatus
Habronyx foveolatus là một loài tò vò trong họ Ichneumonidae.